# Tuzla
Tuzla (v srbské cyrilici Тузла) je město v severovýchodní části Bosny a Hercegoviny, správní centrum Tuzlanského kantonu Federace Bosny a Hercegoviny. Leží 80 km severovýchodně od Sarajeva na soutoku řek Jala a Solina. V roce 2013 zde žilo 80 570 obyvatel a bylo tak po Sarajevu a Banja Luce třetím největším městem v zemi. Je dopravní křižovatkou této části země a průmyslovým centrem, které se specializuje na výrobu soli, chemický průmysl a výrobu nábytku.  

## Název
Název Tuzla je tureckého původu a označuje sůl, resp. solný důl. Původ názvu odkazuje nejen na minulost z hlediska těžby soli, ale také i na dlouhé období turecké nadvlády. Slovanský starší název města, resp. původní osady, zněl Soli. V nejstarších dobách byl tento název přebírán do dalších jazyků, např. Castron de Salenes v latině. Obec stejného názvu se vyskytuje také v blízkosti tureckého města Istanbulu; obě Tuzly jsou spolu partnerskými městy.

## Umístění a klimatické poměry
Tuzla se nachází v kopcovité oblasti jihovýchodně od pohoří Majevica. Rozvinula se v širokém údolí říčky Jala, která ústí do řeky Spreči nedaleko jezera Modrac, západně od Tuzly.
Klima v Tuzle je mírné, ale spíše kontinentální s chladnými zimami a horkými léty. Průměrná roční teplota dosahuje 10 °C; průměrný úhrn srážek činí 895 mm.
Nejnižší naměřená teplota v Tuzle činila −25,8 °C, a to dne 24. ledna 1963, nejvyšší byla zaznamenána dne 6. července 1988, a to 39,5 °C.

## Historie
Na místě současného města Tuzla se dle archeologických průzkumů, které byly provedeny v jeho okolí, nacházely osady již v době neolitu. Ovlivněny byly Vinčanskou kulturou.Před příchodem Římské říše bylo území dnešního města pod nadvládou ilyrského kmene Breuci. Římané jej později začlenili do své provincie Dalmácie. Římská osada byla zničena po Stěhování národů.
První zmínka o sídle na současném místě pochází z roku 950 z dokumentu De Administrando Imperio byzantského císaře a historika Konstantina VII. Porfyrogenneta. Území současné severovýchodní Bosny bylo v této době místem bojů mezi Byzantinci a Uherskem. Doložený název v řečtině zněl Salines (Σαλήνες), který byl v místním slovanském jazyce upraven do podoby Soli. Do příchodu Turků byla Tuzla součástí středověkého Bosenského království. Roku 1447 byl poprvé zmíněn klášter sv. Marie v Horní Tuzle.
V roce 1473 se dostala do rukou rodu Berislavićů, kteří osadu spolu s okolím spravovali do roku 1512, kdy spolu s regionem Usora celou oblast získali Turci. V rámci Osmanské říše byla Tuzla součástí Zvornického sandžaku. Díky těžbě soli se Tuzla rozvinula do podoby malého města ještě za turecké nadvlády. Město bylo opevněno (existovaly čtyři brány – Atik, Džindijska, Jalska a Poljska). V 17. století zde rovněž působila i řada umělců, jako např. Muhamed Hevaji Uskufi, který byl autorem prvního slovníku z turečtiny do místního slovanského jazyka. V témže století byla místní pevnost nad městem přestavěna na prachárnu.
V letech 1730 až 1835 byla oficiálně centrem tzv. kapetanie. 
Turecká nadvláda trvala do roku 1878, kdy bylo na Berlínském kongresu rozhodnuto o předání správy nad Bosnou Rakousko-Uhersku.
Příchod rakouské armády v polovině roku 1878 nezůstal bez odpovědi. V Tuzle byla zorganizována obrana čítající tisíc mužů a Rakušanům trvalo zhruba měsíc, než do města vstoupili. Rakušané z Tuzly učinili regionální správní centrum. V Tuzle také sloužili i čeští vojáci, kteří působili v armádě Rakousko-Uherska. Vzhledem k blízkosti hranice se Srbskem, se kterým po roce 1908 mělo Rakousko komplikované vztahy, získala Tuzla značný význam i z vojenského hlediska. V roce 1913 byl v Předlitavsku schválen zákon, který předpokládal výstavbu železničních tratí z Tuzly do Doboje a do Brčka. Během několika desítek let rakouské vlády město získávalo stále více evropský ráz, který postupně vytlačoval orientální charakter. Patřilo k prvním pěti městům v Bosně co do počtu obyvatel.

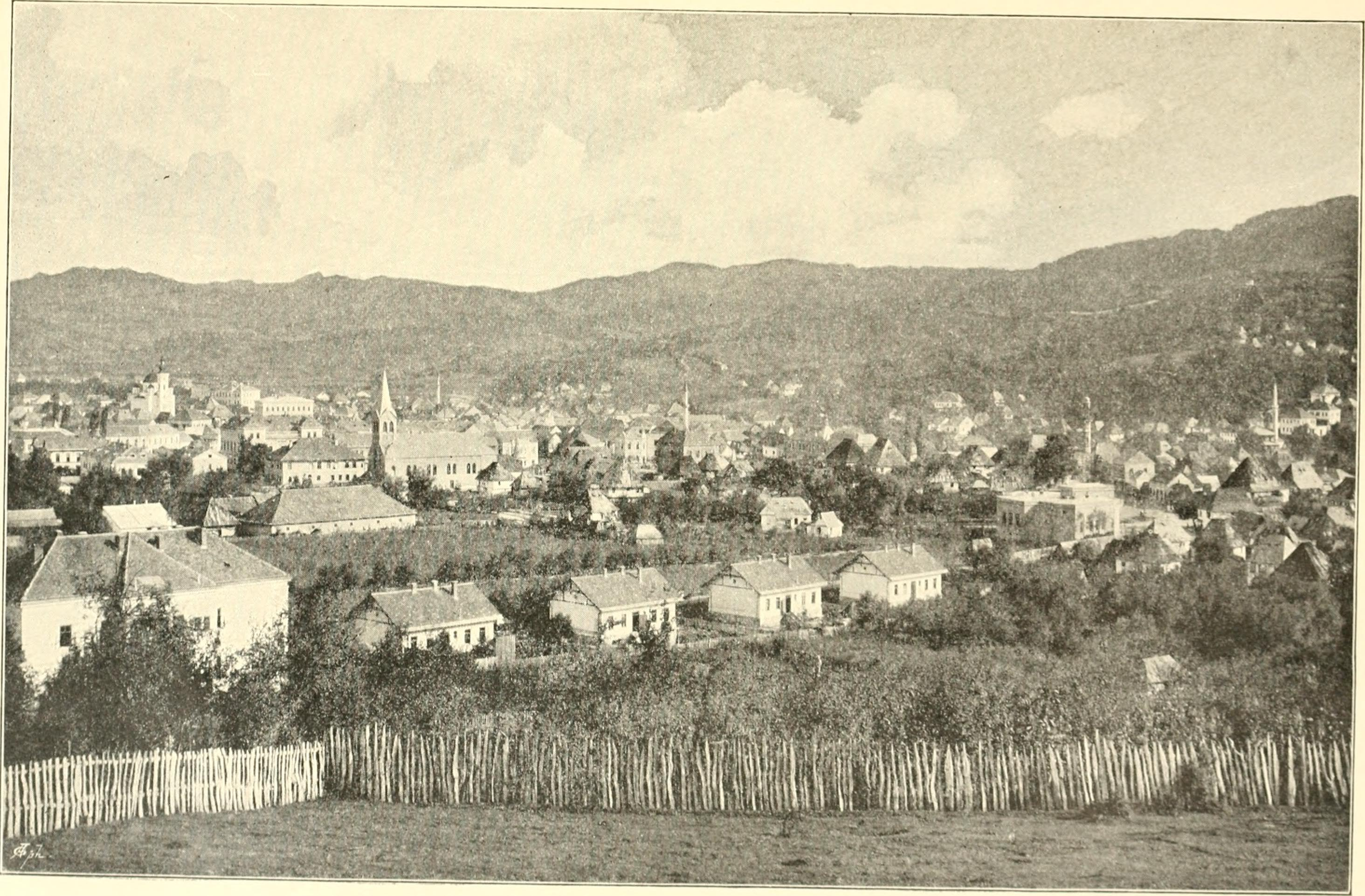
Pohled na město v roce 1897

V závěru 19. století byla v Tuzle založena moderní továrna na výrobu soli, která se rychle stala jednou z nejznámějších v celém Rakousko-Uhersku. Zatímco na počátku turecké okupace bylo z Tuzly vyváženo jen několik set tun soli ročně, za první světové války to bylo již čtyřicet čtyři tisíc. V roce 1895 byl v blízké obci Kreka otevřen také uhelný důl, který byl největší ve své době v celé Bosně a Hercegovině; téhož roku otevřela své brány i tuzlanská cihelna, která před vypuknutím první světové války vyprodukovala 3,5 milionu cihel. Díky tomu se z malého města začala Tuzla rozvíjet jako město na svoji dobu moderní. Přicházeli lidé z celého regionu a rostly nové domy. V roce 1895 žilo v Tuzle celkem 11 034 obyvatel, jen o dvacet let dříve to přitom byla polovina. V témže roce bylo také zbouráno staré turecké opevnění. Tuzla získala roku 1886 také úzkorozchodné železniční spojení. To bylo naprosto klíčové pro další intenzifikaci hlavně v oblasti těžby a také průmyslu. 
Liberalizovány byly i náboženské poměry; postaveny byly nové kostely, katolické i pravoslavné. Bylo zde sídlo pravoslavné eparchie. V roce 1898 zde bylo otevřeno první moderní evropské divadlo v celé Bosně a Hercegovině. Kromě toho vznikly nové úřední budovy, školy, pošty, hotely, stanice, nemocnice a kasárny, z nichž některé (zejména v historickém centru města) byly dochovány do současnosti. Postaveny byly také lázně pro léčbu revmatických chorob.[zdroj?] Zásobování vodou bylo zmodernizováno, postavena byla kanalizace a také veřejné osvětlení. Místní židovskou komunitu čítalo zhruba okolo čtyř set lidí, celkový počet obyvatel Tuzly se pohyboval někde okolo dvanácti tisíc.
Od roku 1918 se stala Tuzla spolu s celou Bosnou součástí území Království Srbů, Chorvatů a Slovinců a později Jugoslávie. Období chabého ekonomického rozvoje mezi válkami charakterizovaly v Tuzle také dělnické stávky. V roce 1920 například protestovali horníci z blízké vesnice Husino, kteří požadovali zvýšení mezd na kompenzaci inflace, způsobující růst cen. Protest se rozšířil do ozbrojeného povstání. Od roku 1929 bylo město součástí Drinské bánoviny (předtím bylo sídlo oblasti). 
Mezi jedny z mála památek meziválečné doby patří modernistický most se čtyřmi sochami a atypickým osvětlením.
Během druhé světové války připadlo město nezávislému státu Chorvatsko. V rámci něj se nacházelo v německé okupační zóně. Ve městě působily místní muslimské milice, které vedl Muhamed Hadžiefendić, a které svedly boj s partyzánskou armádou. Dne 2. října 1943 byla Tuzla osvobozena jednotkami jugoslávských partyzánů. V roce 1944 na město neúspěšně zaútočili četnici Dragoljuba Mihailoviće.
V období existence socialistické Jugoslávie, tj. po roce 1945, byla Tuzla rozsáhlým způsobem industrializována. Byla modernizována a rozšířena železnice, původní úzkorozchodná trať byla do roku 1951 přestavěna na standardní rozchod koleje. V blízkosti města byla vybudována tepelná elektrárna, které využívala uhlí z nedalekých povrchových dolů. V Tuzle byl také soustředěn potravinářský průmysl a výroba spotřebního zboží v rámci Jugoslávie. Výrobní podniky v Tuzle byly organizovány do třech kombinátů – Titovi rudnici uglja, Sodaso a Igmin. Chemické závody byly vybudovány po válce jako zcela nové. Josip Broz Tito navštívil Tuzlu v roce 1966.
Centrum města bylo zcela přestavěno, původní nízké domy na mnoha místech nahradily výškové budovy a čtyřproudé silnice. V lokalitě Slatina bylo zbudováno panelové sídliště. Další panelové domy vyrostly i v okolí řeky Jala, která tvoří základní osu Tuzly a na východním okraji města v lokalitě Brčanska malta.
Vrcholu rovněž dosáhl i průmysl těžby a zpracování soli. V roce 1991 jí bylo jen v Tuzle vytěženo 205 005 tun. Rozvoj průmyslu přilákal do Tuzly další obyvatelstvo, což podstatným způsobem ovlivnilo již do té míry vysoký stupeň multietničnosti demografické struktury Tuzly. V roce 1961 žilo v Tuzle 37 760 osob, roku 1971 to bylo 53 926 lidí a v roce 1981, deset let před rozpadem SFRJ, potom 65 091 obyvatel.
Tuzla získala také svojí univerzitu a otevřena zde byla i hudební škola.

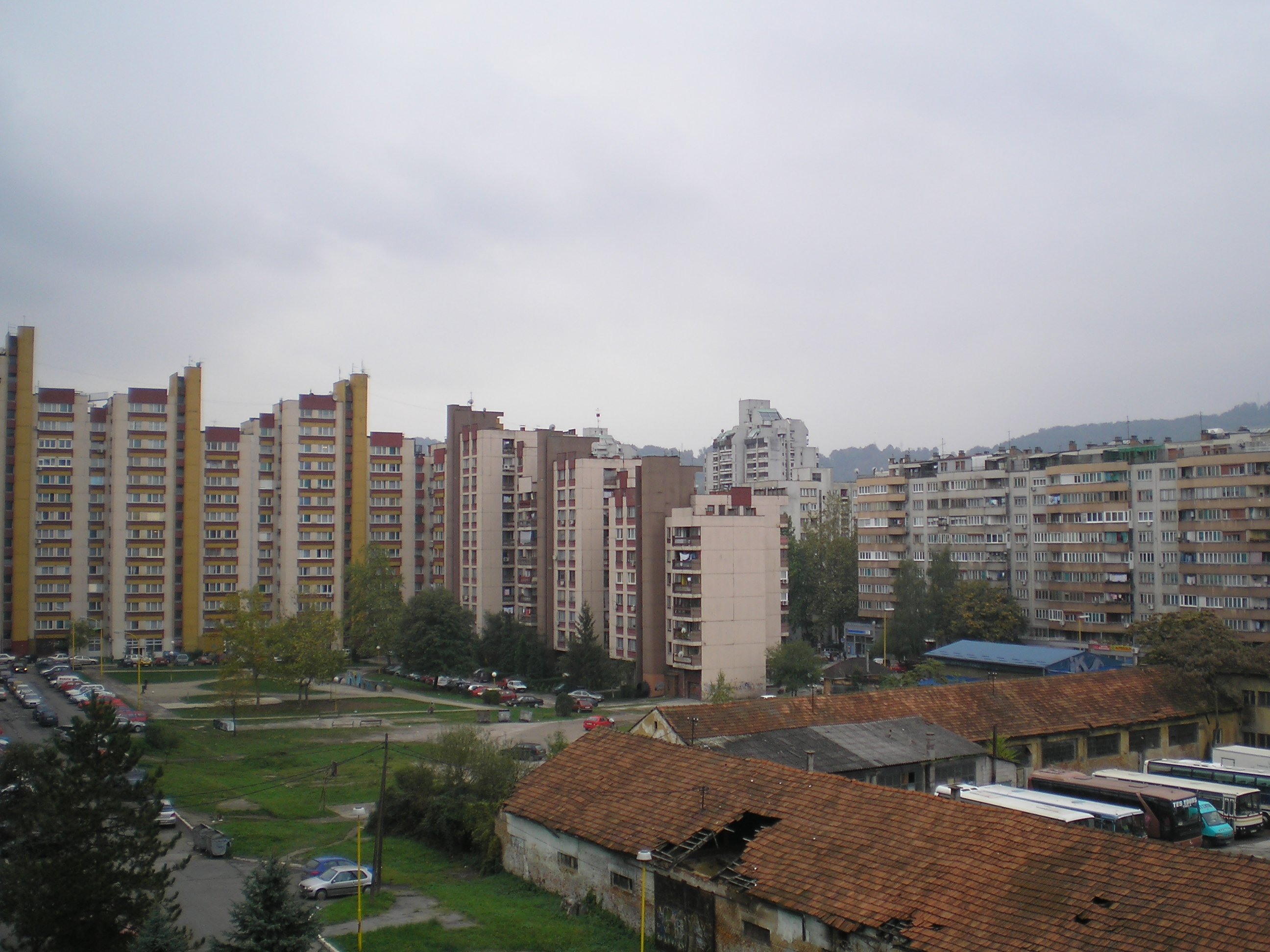
Panelové sídliště Brčanska malta

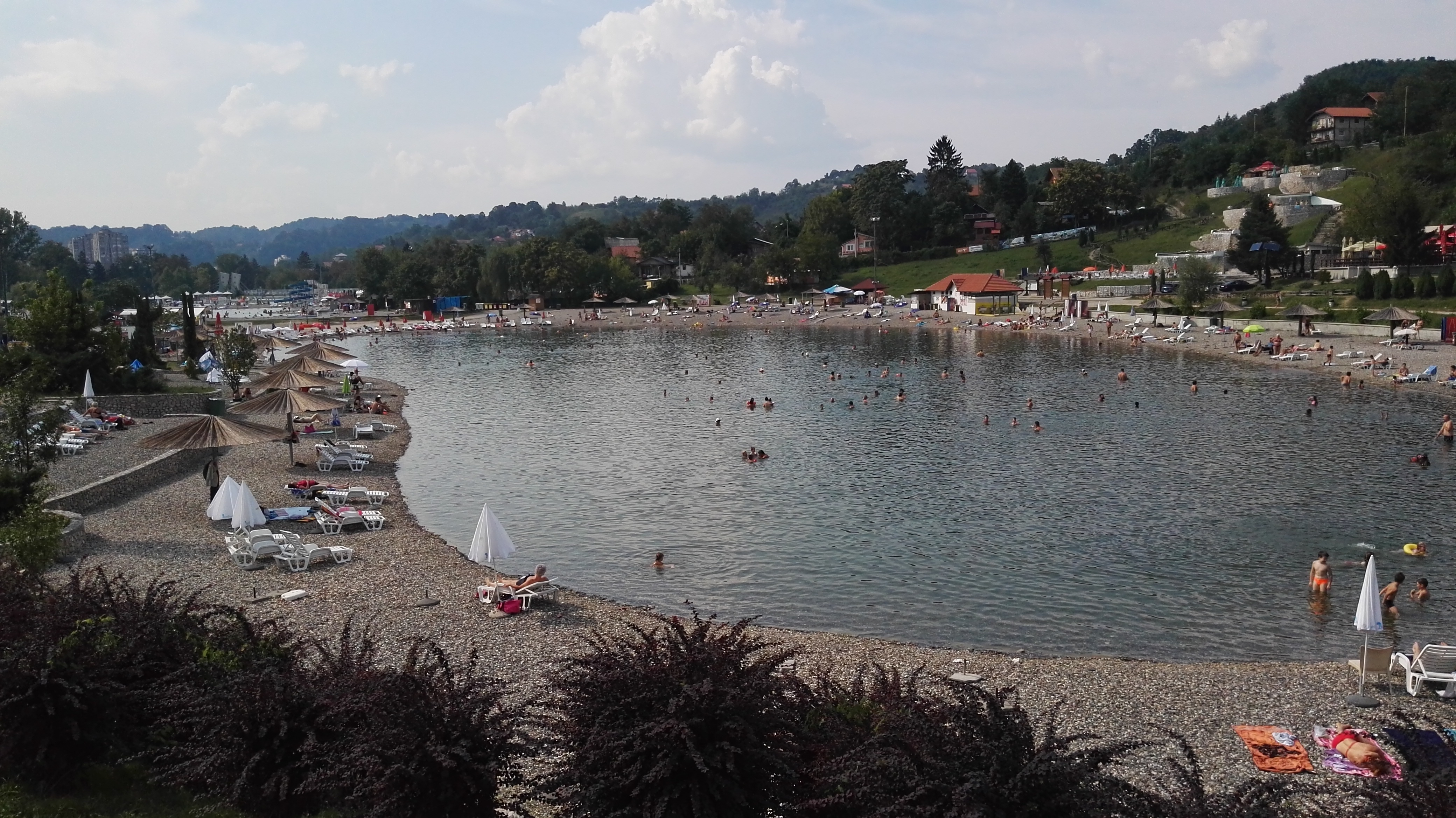
Slané jezero v centru města

I v Tuzle, která byla vysoce industralizovaným městem, byla patrná nespokojenost s ekonomickými poměry v zemi vzhledem k krizi socialistického zřízení a ekonomiky. Problém stávek a nespokojenosti dělníků v Tuzle se odehrával permanentně od roku 1988, dělníci většinou protestovali před budovami místní samosprávy a žádali změnu předpisů, které bránily v rychlejším zvyšování platů. V roce 1989 došlo k radikalizaci protestů, střetům s bezpečnostními složkami apod. V roce 1990 místní horníci uskutečnili demonstraci v Sarajevu, kde žádali zvyšování platů, aby jim byla kompenzována stále klesající hodnota jejich mzdy vzhledem k inflaci jugoslávského dináru. V uhelných dolech byla odsouhlasena generální stávka. V roce 1991 byla dalším šokem pro místní továrny válka v Chorvatsku, neboť došlo k přerušení vnitrostátních obchodních toků, problémům s dodávkami zboží i jeho odběrem.
Během rozpadu Jugoslávie byla Tuzla jedním z mála míst, kde v prvních svobodných volbách nezvítězily nacionalistické strany. Proto se Tuzla na počátku války v Bosně a Hercegovině stala na dlouhou dobu ukázkou tolerantního města. Starostou města se v prvních svobodných volbách stal Selim Bešlagić. Dne 30. března 1992, v předvečer vyhlášení nezávislosti Bosny a Hercegoviny, přijalo místní zastupitelstvo deklaraci, v níž odsuzovalo rozdělení obyvatelstva na jednotlivé národnosti. Dne 15. května 1992 byly jednotky 92. motorizované brigády Jugoslávské lidové armády přepadeny jednotkami bosenské teritoriální obrany při pokusu o stažení z města. Během incidentu bylo zabito 54 jugoslávských vojáků a 44 bylo zraněno. V roce 2009 byl Ilija Jurišić, bývalý bosenskochorvatský důstojník, odsouzen srbským soudem na 12 let za útok, než jej odvolací soud v roce 2015 zprostil viny s odkazem na nedostatek důkazů.
V říjnu 1992 začalo město Tuzla vybírat speciální válečné daně. 
Po celé tři roky byla Tuzla ušetřena většiny válečného běsnění, v květnu 1995 bylo nicméně zasaženo dělostřeleckou palbou ze strany jednotek Vojsk Republiky srbské, která si vyžádala 71 mrtvých a 240 zraněných. Nejmladšímu civilistovi, který při tomto masakru zemřel, byly pouhé dva roky. Město bylo evidováno mezinárodními silami jako tzv. bezpečná zóna. Po skončení války připadla Tuzla Federaci Bosny a Hercegoviny. 
Po skončení konfliktu se město snaží přilákat turisty, kterých ročně před vypuknutím pandemie nemoci COVID-19 dorazilo přes sto tisíc. Po skončení pandemie byla obnova turistického ruchu v Tuzle složitější, než v jiných částech země. Jen v roce 2021 se Tuzla podílela na celobosenské míře cestovního ruchu pouhými 2,17 % co do počtu přenocování.
Hlavní atrakcí jsou tři slaná jezera (tzv. Panonská jezera) umístěná východně od centra města a při něm zbudovaný Solný trh, tj. Solné muzeum. Východobosenské muzeum vystavuje bohaté archeologické, historické a etnologické památky. K dalším turistickým cílům patří galerie a knižní festival Meši Selimoviće, který se koná každoročně a je pojmenovaný po známém balkánském spisovateli.
V roce 2014 Tuzlu, stejně jako řadu dalších měst na území Federace Bosny a Hercegoviny, zasáhly sociální nepokoje. Byla vypálena budova regionální správy a uskutečnilo se několik demonstrací. Mezi problémy současného města patří kvalita životního prostředí; v roce 2016 Světová zdravotnická organizace označila Tuzlu za druhé nejznečištěnější město Evropy hned po severomakedonském Tetovu. Přesto má Tuzla značný počet parků a zelených ploch ve srovnání s ostatními bosenskými městy.
V roce 2021 získala općina Tuzla po dlouhém administrativním procesu konečně statut města.

## Obyvatelstvo
Počet obyvatel města Tuzla dlouhodobě klesá. V roce 1991 v samotném městě Tuzla žilo 83 770 obyvatel, v roce 2013 potom 74 457 lidí.
V roce 2013 se v místním sčítání lidu deklarovalo 72,8 % obyvatel jako Bosňáci (v roce 1991 to bylo 47,6 %), dále 13,9 % jako Chorvati (v roce 1991 to bylo 15,5 %) a tři procenta jako Srbové (v roce 1991 15,4 %). Podíl Srbů klesl v souvislosti s válkou v Bosně a Hercegovině. 8,2 % se přihlásilo k jiným národnostem. V roce 1991 se 16,7 % obyvatel města přihlásilo k jugoslávské národnosti. Ve srovnání se situací před válkou v 90. letech se zvýšil podíl Bosňáků a snížil podíl Chorvatů a Srbů.
V roce 2013 se 73 % Tuzlanů považovalo za muslimy, 13,3% za katolíky a 3,2% za pravoslavné. Čísla v podstatě odpovídají statistikám podle národnostních skupin. 2,7 % populace uvedlo, že jsou ateisté. Židovská komunita Tuzly čítá okolo sta lidí. Její původ sahá do 19. století, kdy se sefardští židé začali dosidlovat do Tuzly.

## Samospráva
V čele města Tuzla stojí starosta, který je v komunálních volbách volen na čtyřleté volební období. Zastupitelstvo města Tuzla má celkem 30 členů, voleni jsou na základě kandidátních listin, které uspějí ve volbách. Jedno zastupitelské křeslo je nicméně vyčleněno zástupcům menšin.
Od roku 2001 je dlouhodobým starostou města Jasmin Imamović, který byl v roce 2020 v komunálních volbách zvolen již do svého šestého volebního období.

### Místní části
- Šikara
- Ljepunice
- Milešići
- Bukinje
- Šićki Brod
- Simin Han

## Doprava

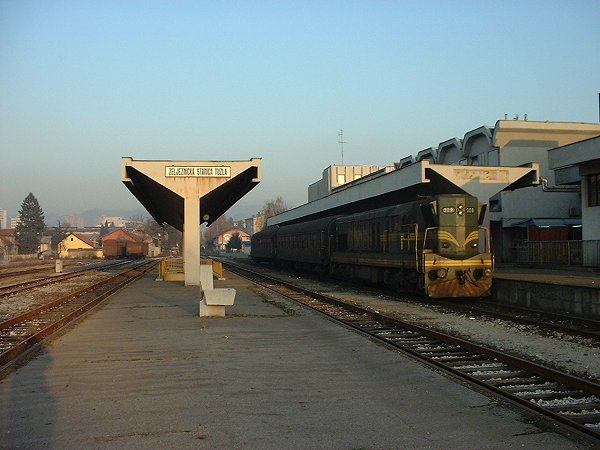
místní nádraží

Tuzla je napojena na bosenskou silniční síť, nemá však spojení dálniční. Hlavní tahy z Tuzly směřují do měst Doboj, Srebrenik, Bijeljina, Zvornik, na jih přes horská údolí a průsmyky potom do Sarajeva.
Tuzla je jedním z uzlů železniční dopravy v zemi. Vede sem několik tratí, např. Doboj–Tuzla, Tuzla–Zvornik, nebo Brčko–Banovići. Díky železnici byl v Tuzle možný rozvoj těžkého průmyslu v druhé polovině 20. století. Z Tuzly jsou vypravovány přímé osobní vlaky do Sarajeva, Záhřebu a Bělehradu.
V nedaleké obci Dubrave se rovněž nachází mezinárodní letiště Tuzla (IATA: TZL). Letiště vzniklo přestavbou a úpravou původního letiště vojenského. Po odchodu jednotek SFOR byla původní základna přestavěna a vzdušný přístav nyní slouží především pro evropské nízkonákladové letecké dopravce. V roce 2017 letiště odbavilo přes půl milionů lidí.
V samotném městě zajišťují městskou dopravu autobusy.

## Ekonomika

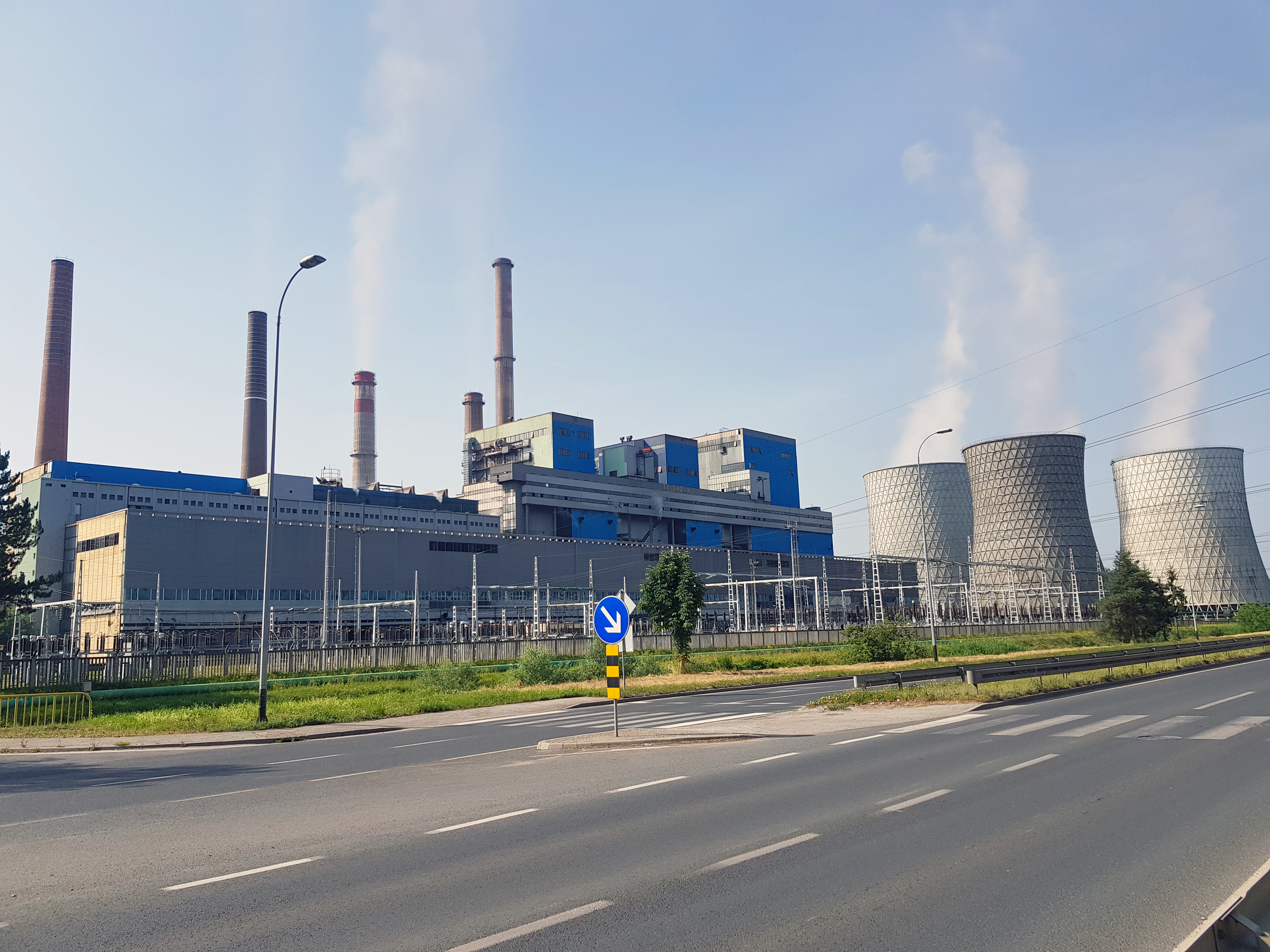
Tepelná elektrárna v Tuzle

Po Sarajevu a Banja Luce je Tuzla třetím významným průmyslovým městem na území Bosny a Hercegoviny. Ve městě nebo v jeho bezprostřední blízkosti se nachází různé závody těžkého, chemického a potravinářského průmyslu. U obce Šićki Brod na západě města se nachází tepelná elektrárna a v nedalekém Lukavaci cementárna. V roce 2018 byla plánována výstavba nové elektrárny o výkonu 450 MW. Kvůli negativnímu vlivu elektrárny na životní prostředí se ve městě pořádají demonstrace.
Vzhledem k ekonomickým změnám v 90. letech 20. století však význam průmysl poklesl a celá odvětví zanikla, např. průmysl chemický.

## Kultura
V Tuzle působí řada kulturních institucí:
- Národní divadlo Tuzla, které ve městě působí od roku 1949. Od 60. let zahrnuje také školu baletu a symfonický orchestr. Divadelní tradice v Tuzle sahá k roku 1898.
- Muzeum východní Bosny (bosensky Muzej istočne Bosne má etnologickou, historickou, biologickou, numismatickou a uměleckou sbírku, vystavuje celkem 50 000 exponátů.
- Muzeum výroby soli, které působí v rámci tuzlanské saliny. Disponuje fotografickou sbírkou historie výroby soli.
- Historický archiv v Tuzle má 22 sbírek, nejstarší dokumenty, které shromažďuje, pocházejí ze 17. století.
- Galerie portrétů, která vystavuje díla místních malířů.

V Tuzle také vznikla skupina Jutro.
Mezi kulturní památky na území města Tuzly patří např.:
- Objekt srbské pravoslavné zvornicko-tuzlanské eparchie, historický komplex
- Hastahana, první historická nemocnice v Tuzle, zbudovaná ještě v dobách existence Osmanské říše.
- Židovský hřbitov v Tuzle
- Historická budova kina Centar
- Nekropole se stećkami u obce Donje Breške.
- Turalibegova mešita s přilehlým hřbitovem
- Pravoslavný kostel sv. Georgije na Trnovaci.
- Pravoslavný kostel v Požarnici
- Historická budova solany
- Chrám Nanebevzetí přesvaté Bohorodice
- Areál kláštera dcer boží lásky v Josipovaci.
- Barevná mešita spolu s Behram-begovou medresou.
- židovský hřbitov (prohlášen památkou roku 2018).[34]

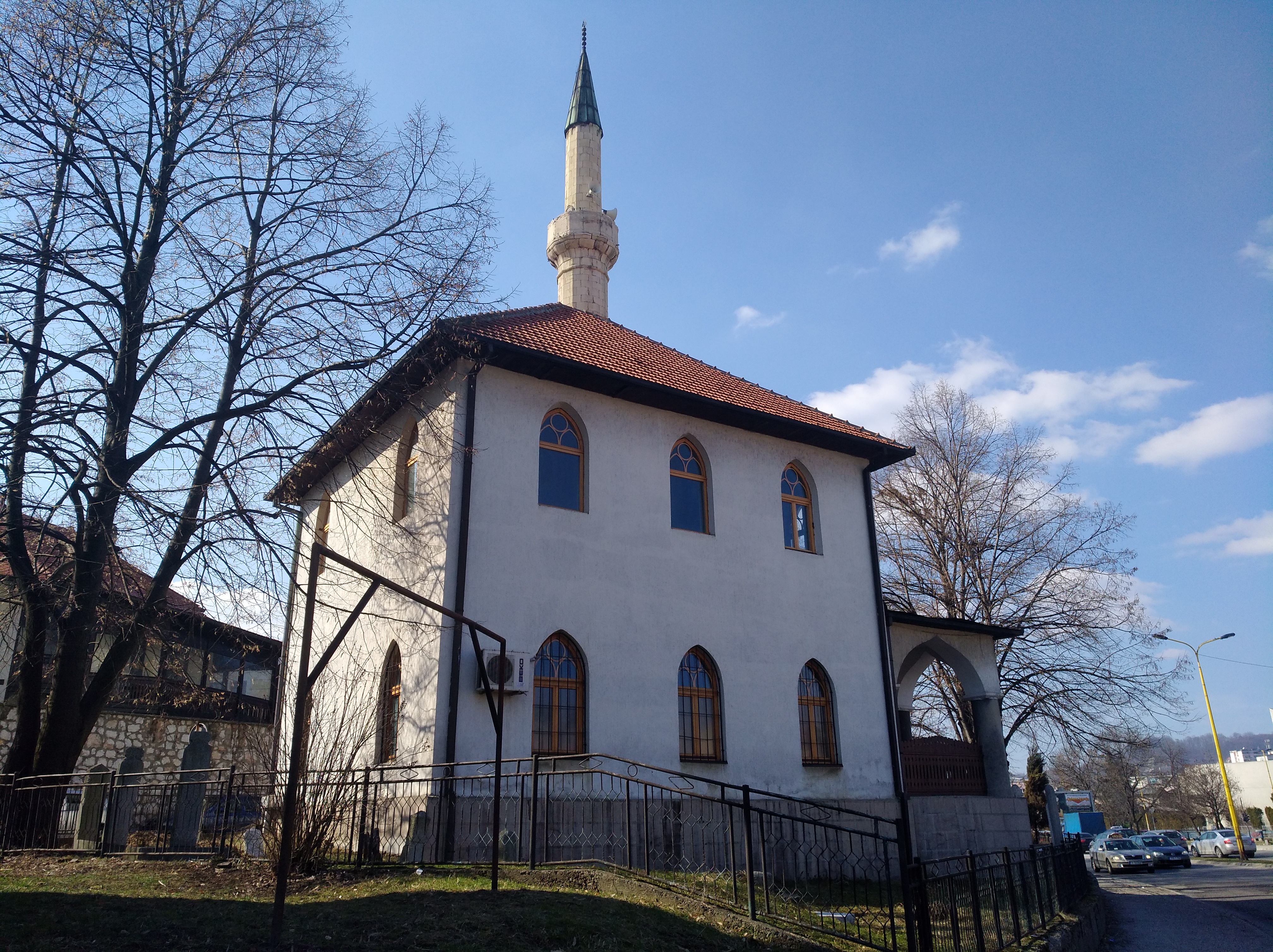
Jalská mešita
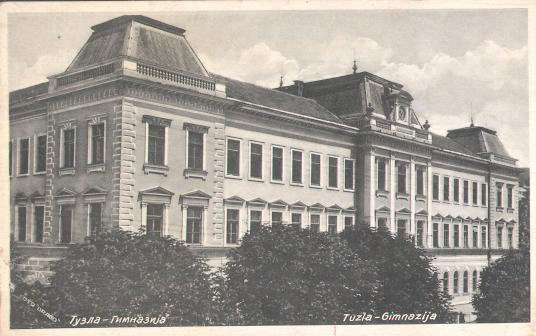
Staré gymnázium
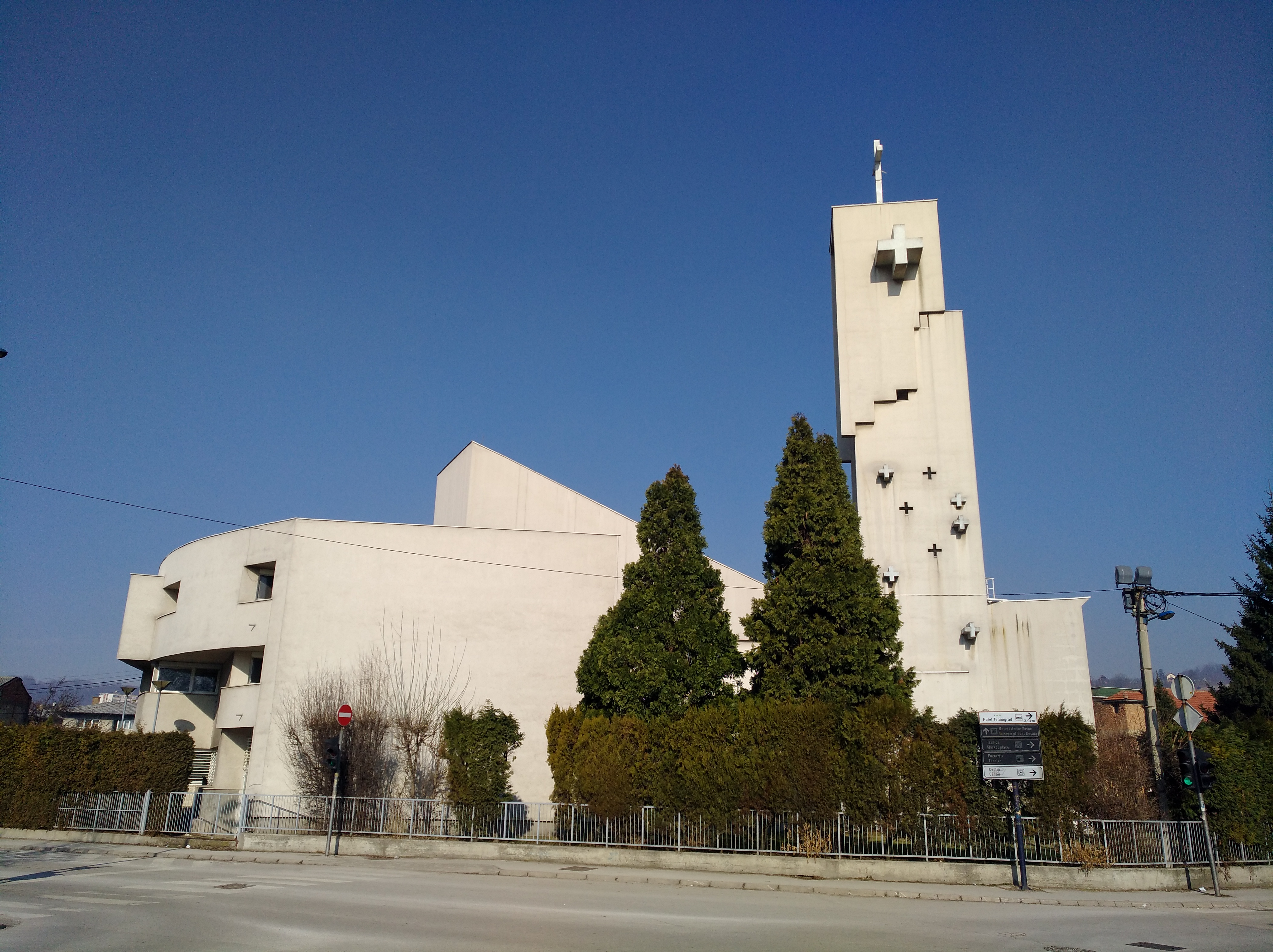
Katolický kostel sv. Petra a Pavla
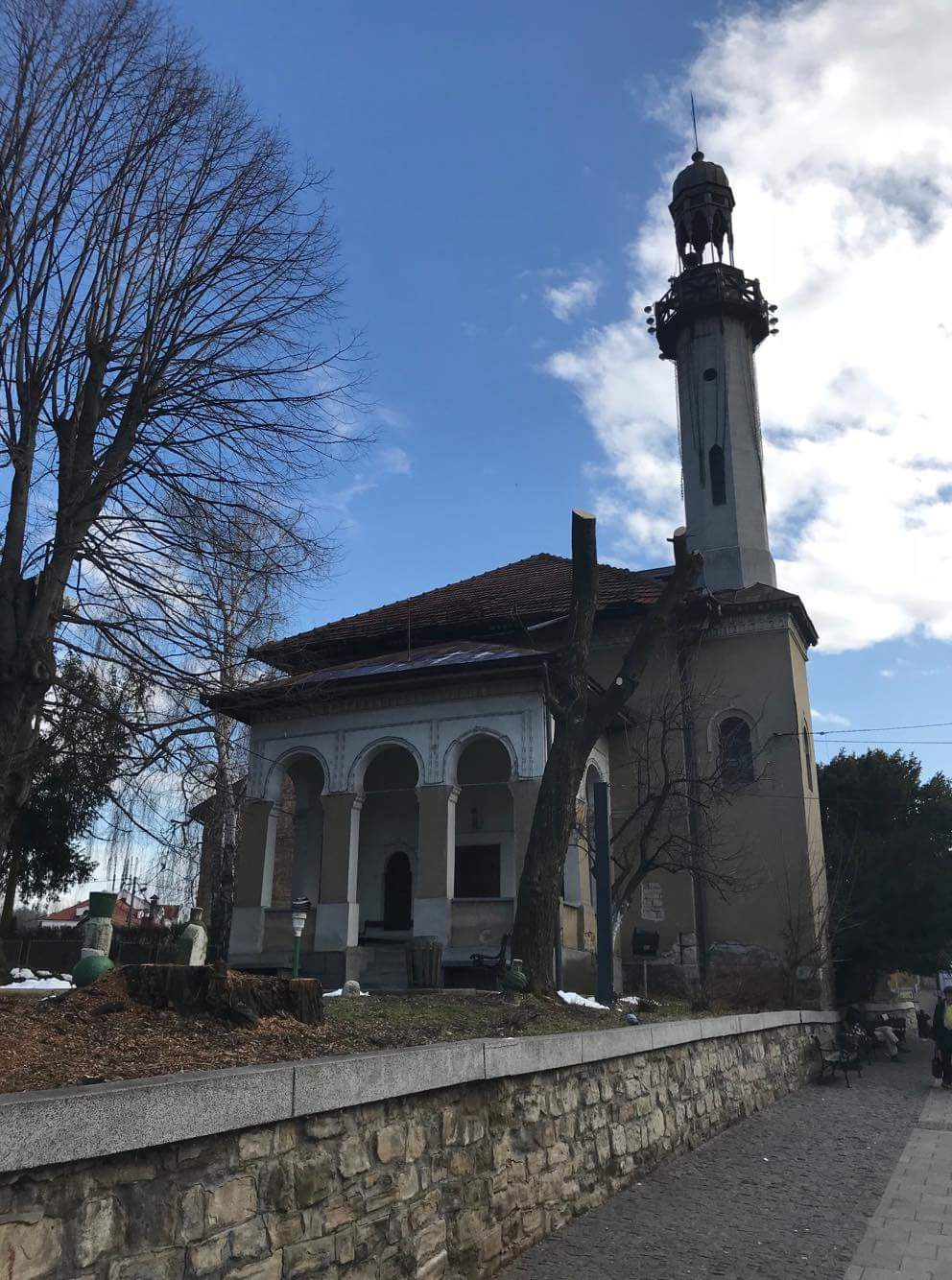
Barevná mešita (Šarena džamija)
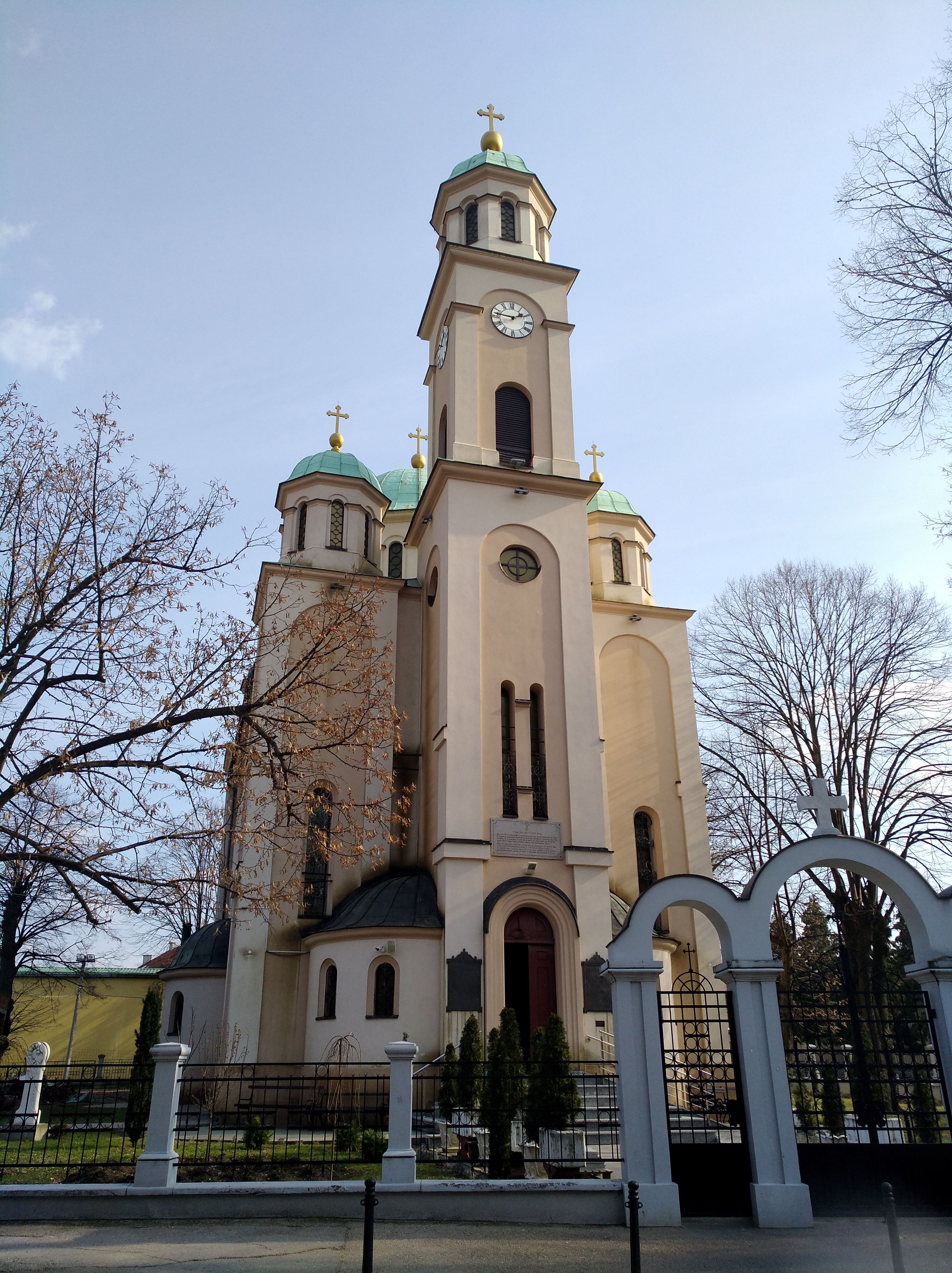
Pravoslavný chrám
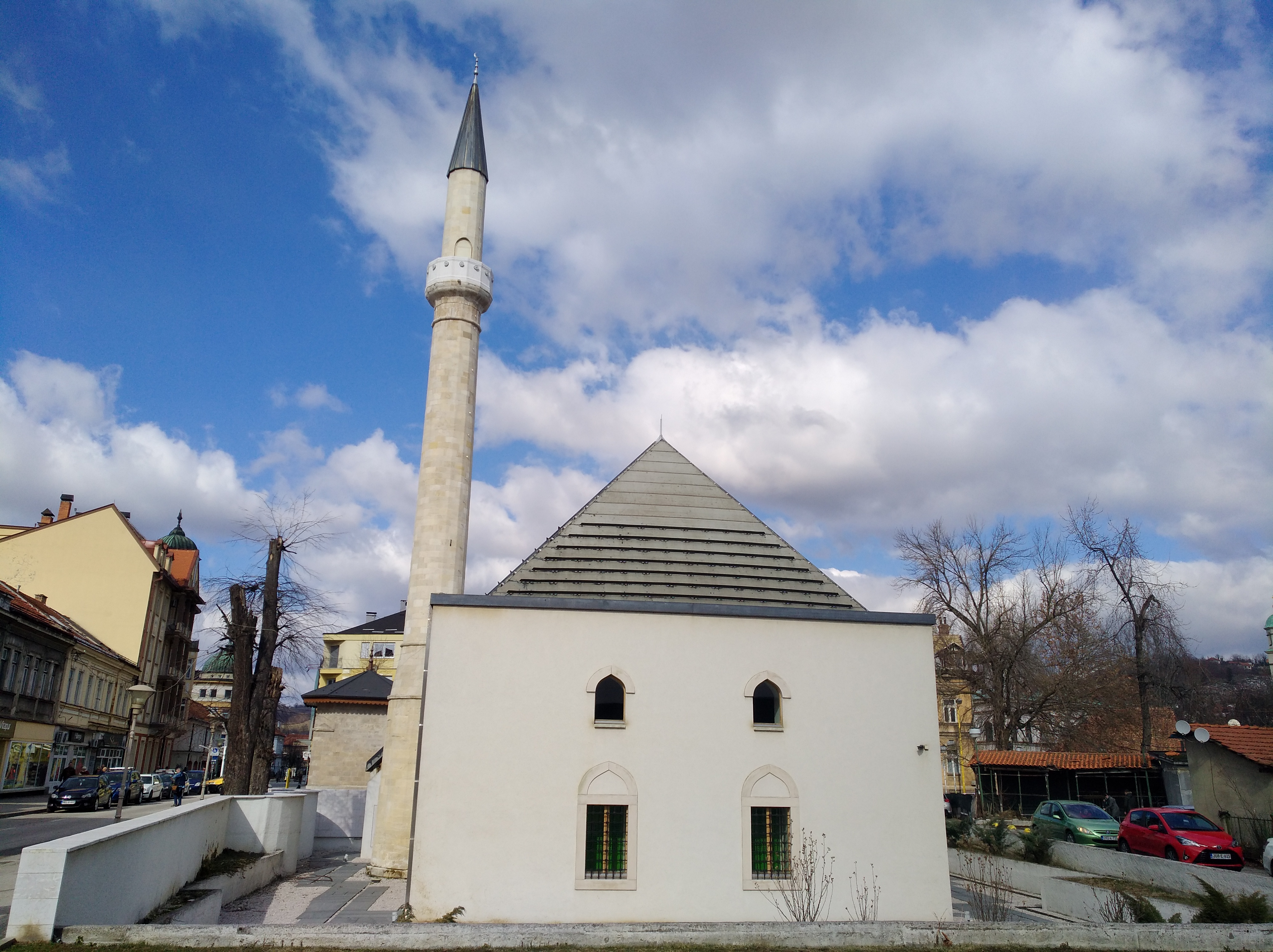
Turalibegova mešita
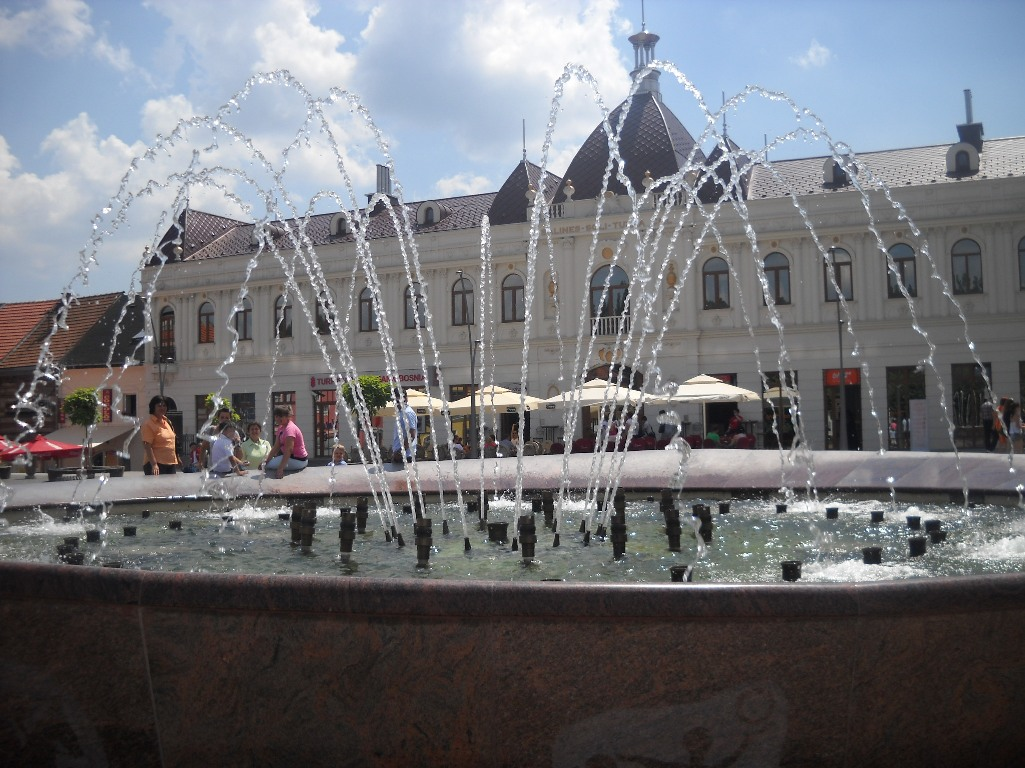
Fontána v centru města.
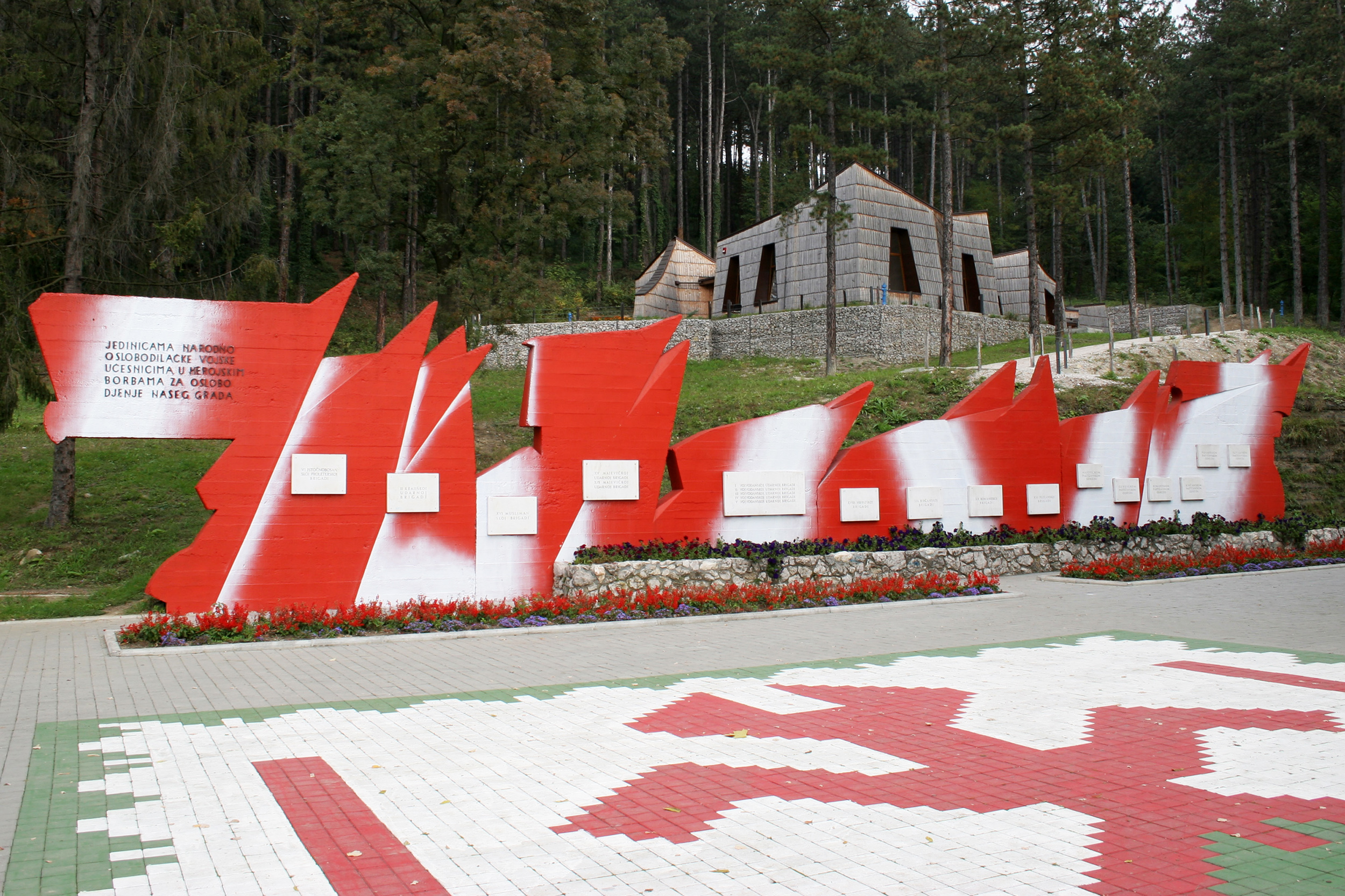
Památník masakru v Tuzle (1995)

Celkem je na území města evidováno 20 kulturních památek.

## Školství

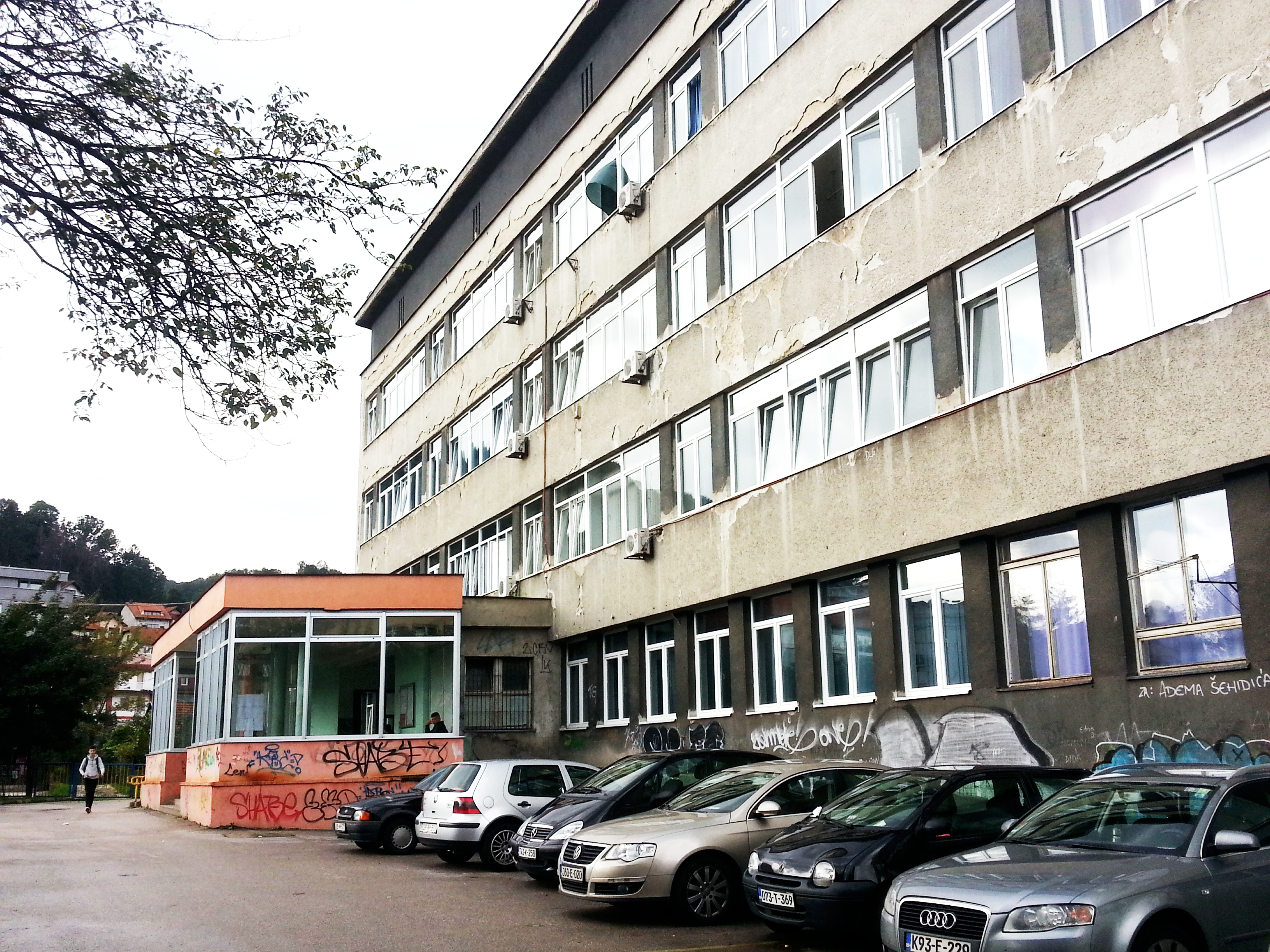
Dopravní škola v Tuzle.

První medresa byla v Tuzle otevřena v 17. století (Behrambegova medresa). V současné době existuje v Tuzle 23 základních a 17 středních škol, které mají celkem 25 000 studentů. Univerzita v Tuzle byla založena v roce 1976, i když se zde již nacházely některé fakulty vysokých škol v 50. letech 20. století.
Na univerzitě studuje okolo 15 000 studentů, vzhledem k průmyslovému charakteru města i jeho okolí se zde nachází například i Hornicko-geologicko-stavební fakulta. Kromě univerzity se v Tuzle nachází také i dramatická akademie a několik dalších soukromých vysokých škol a institutů.

## Zdravotnictví
V roce 1874 byla založena Hastahana, první místní nemocnice. V současné době působí v Tuzle první univerzitní klinické centrum, což je největší zdravotní zařízení v regionu. Má 43 organizačních jednotek, 9 ústavů a 13 klinik. Disponuje celkem 1800 lůžky, zaměstnává 2 400 lidí, z nichž je 400 lékařů různých specializací. Kromě toho existuje v Tuzle také poliklinika (dům zdraví, bosensky dom zdravlja), která poskytuje základní péči.

## Sport

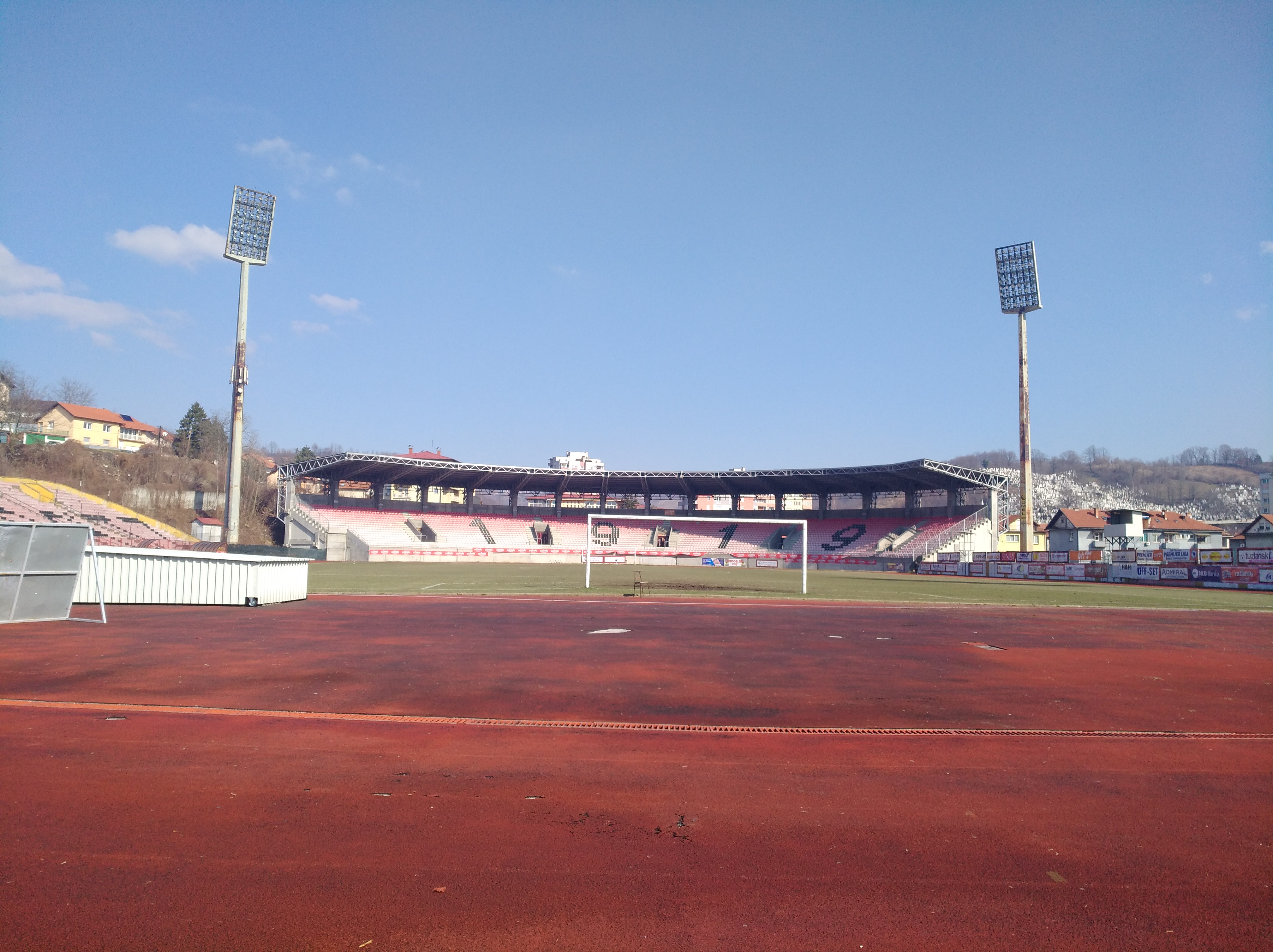
Stadion Tušanj

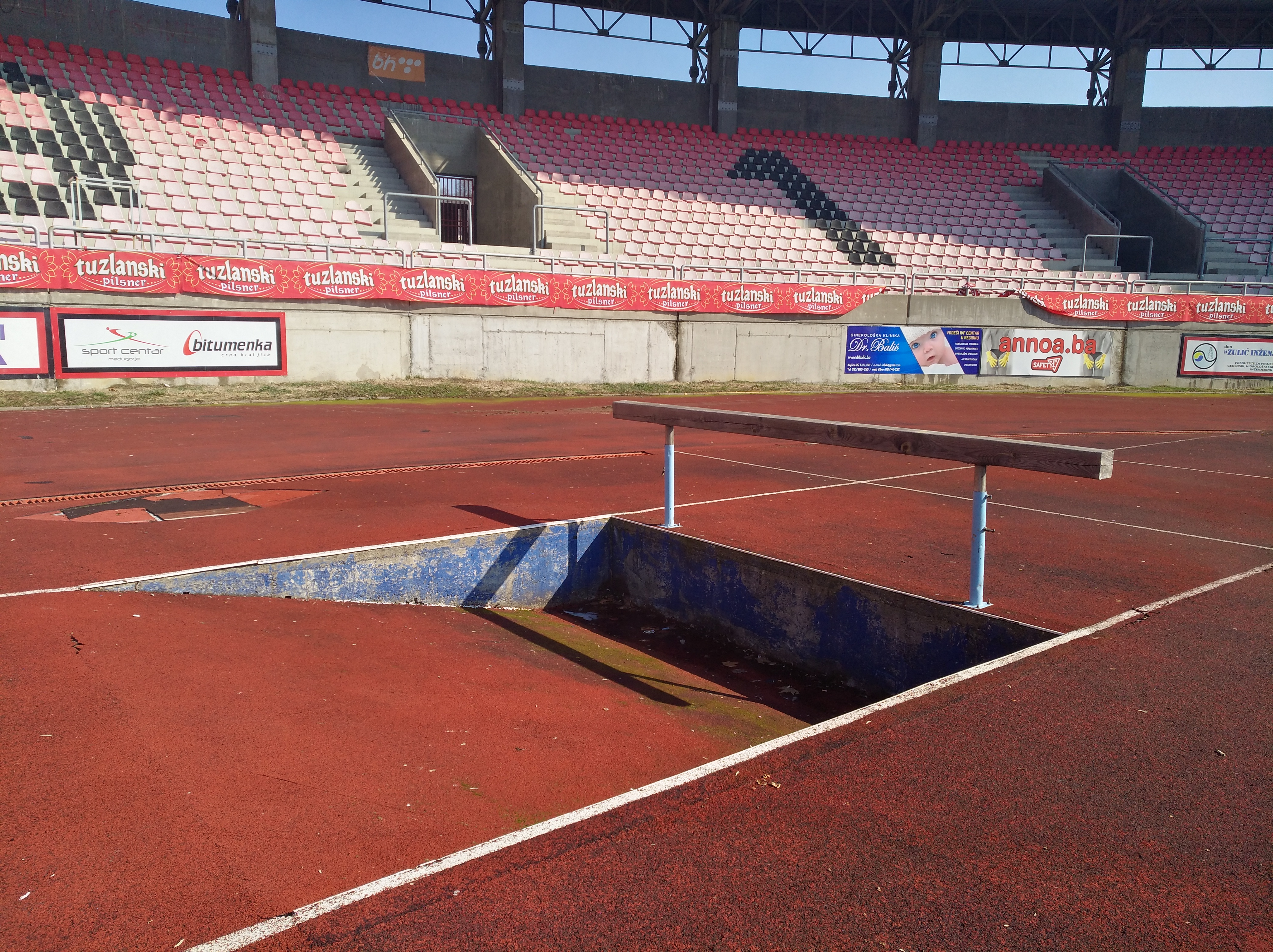
Stadion Tušanj

V roce 1904 bylo v Tuzle založeno Gombolaško društvo (gymnazijní družstvo). V meziválečném období se zde nacházely tři fotbalové týmy; Obilić, Makabi a Gorki.
Dnes ve městě působí 74 sportovních organizací, které se věnují 19 různým sportům. Působí zde okolo šesti a půl tisíc různých sportovců. Z Tuzly pocházela řada v regionu známých sportovců, mezi které patřili např. Zlatan Saračevic, který se stal evropským šampionem v hodu koulí. V roce 1989 získaly basketbalistky týmu Jedinstvo evropský titul.
Velký sportovní stadion se nachází v místní části Tušanj.
V Tuzle působí např. následující sportovní týmy:
- Gymnastický klub Tuzla
- FK Sloboda
- KK Sloboda-Dita
- KK Jedinstvo-Trocal
- Karate klub Tuzla Sinbra
- KK Salinass Fallconss
- Házenkářský klub Sloboda
- Plavecký klub Zmaj-Alpamm Tuzla
- Plavecký klub Sloboda Tuzla

V roce 1960 začalo být městem Tuzla udělováno pravidelně ocenění Sportovec roku.

## Osobnosti
- Šukrija Alagić (1881–1936), pedagog a spisovatel
- Mehmed Teufik Azabagić (1838–1918), islámský duchovní
- Lepa Brena (* 1960), zpěvačka
- Šefkija Gluhić (1878–1927), politik
- Svetlana Kitićová (* 1960), házenkářka
- Andrea Petkovicová (* 1987), německá tenistka srbského původu
- Biljana Plavšićová (* 1930), prezidentka Republiky srbské
- Meša Selimović[40] (1910–1982), spisovatel
- Osman Vilović (cca 1870–1945), jugoslávský politik
- Hilde Zaloscer (1903–1999), rakouská egyptoložka
- Faruk Prcić, běžec
- Mirza Delibašić[41], sportovec
- Ismet Mujezinović, umělec
- Planinka Jurišić-Atić, pedagog
- Mirsad Hadžiefendić, umělec
- Denis Azabagić, kytarista
- Dejan Ivanović, kytarista
- Predrag Stanković, hudební pedagog
- Vladimir Valjarević, koncertní pianista
- Emir Delalić, umělec
- Svetlana Kitić, házenkářka
- Razija Mujanović, basketbalistka
- Vlado Kerošević, herec
- Emir Hadžihafizbegović, herec
- Dejan Slavuljica, umělec
- Dževad Šećerbegović, fotbalista
- Damir Mršić, basketbalista
- Sanel Redžić, kytarista
- Ćazim Sarajlić, ředitel Mezinárodní galerie portrétů
- Mile Kekin, zpěvák skupiny Hladno Pivo
- Miroslav Tadić, kytarista
- Šefket Kurt, islámský duchovní
- Sanja Maletić, zpěvačka

## Partnerská města
- Bologna, Itálie
- Osijek, Chorvatsko
- Linec, Rakousko
- Saint-Denis, Francie
- Pětikostelí, Maďarsko
- L'Hospitalet de Llobregat, Španělsko
- Beşiktaş, Turecko
- Tuzla, Turecko